# Aptiv

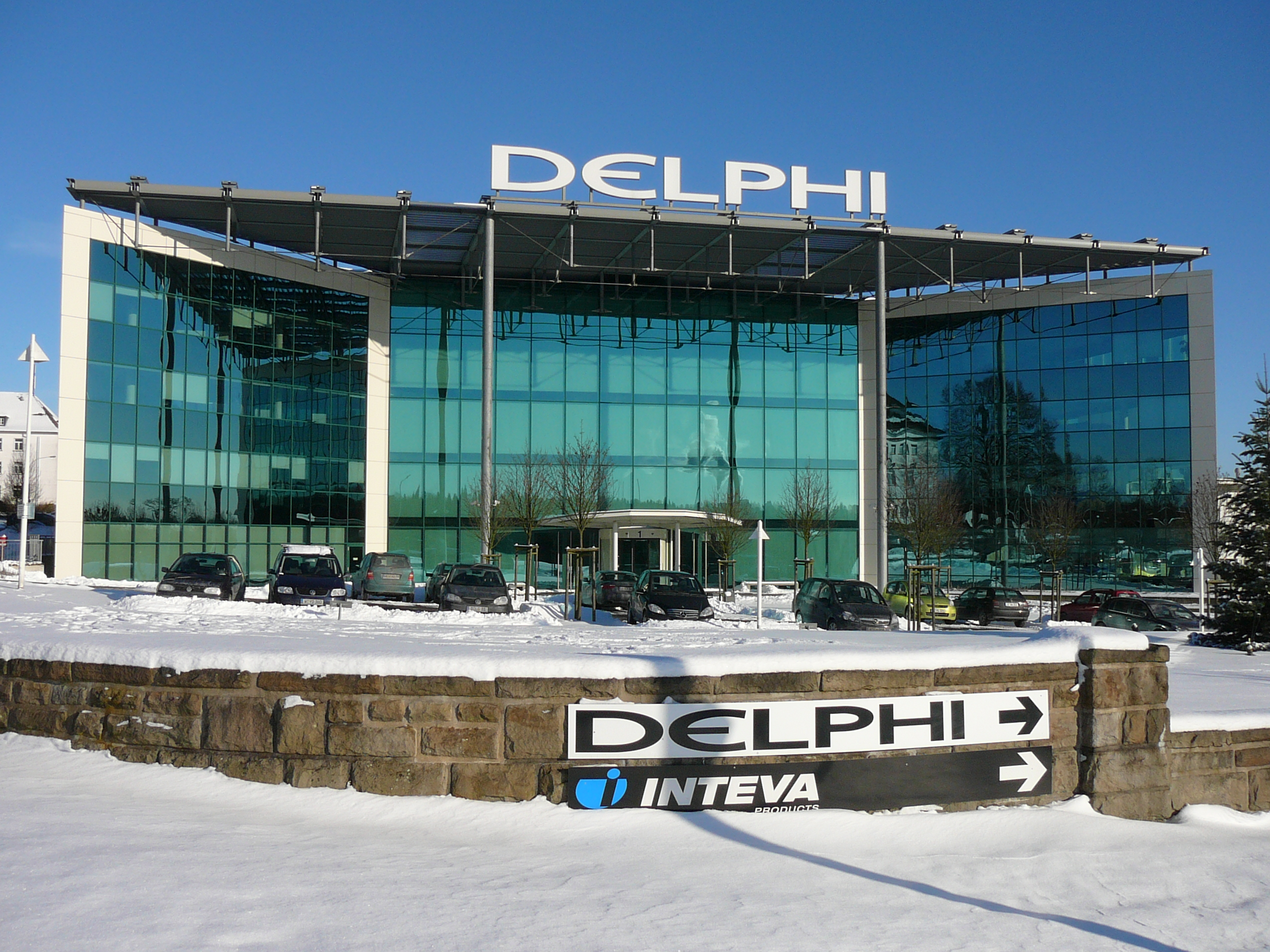
Niemiecki oddział Aptiv w Wuppertalu

Aptiv (wcześniej Delphi Corporation) – przedsiębiorstwo powstałe 28 maja 1999 roku ze struktur General Motors.
Korporacja ta jest jedną z największych w branży zajmującej się produkcją części dla przemysłu samochodowego. Zatrudnia około 163 tys. pracowników (w USA około 50 tys.). Posiada 167 fabryk i następne 41 jako joint ventures z innymi spółkami, 53 centra sprzedaży. Aptiv operuje na terenie 46 krajów w tym w Polsce (Gdańsku, Jeleśni oraz Centrum Techniczne w Krakowie).
W 1996 r. Delphi przejmuje Zakłady Sprzętu Mechanicznego w Ostrowie Wielkopolskim.
30 czerwca 1997 roku Delphi Automotive Systems nabyło polską Fabrykę Amortyzatorów S.A. z Krosna.
W celu uniknięcia odpowiedzialności przed wierzycielami, 8 października 2005 roku Delphi Corporation wniosła o bankructwo.
13 maja 2006 roku Delphi sprzedało polskim przedsiębiorcom części zakładu w Krośnie zajmującą się produkcją sprężyn gazowych, drążków kierowniczych i przegubów kulowych, a także linie do regeneracji sprzęgieł samochodowych i zakład obróbki skrawaniem, a w 2009 roku pozostałą część krośnieńskiej fabryki stanowiącej linię produkcyjną amortyzatorów i hamulców chińskiej spółce Beijing West Industries.
Od 2009 – jako Delphi Automotive – ponownie jest notowana na Giełdzie Nowojorskiej, mając siedzibę w Gillingham w Wielkiej Brytanii.
W lipcu 2015 roku Delphi Thermal Systems w Ostrowie Wielkopolskim zostaje nabyte przez niemiecki koncern Mahle
Aptiv Services Poland S.A. zatrudnia obecnie ponad 4 tysiące pracowników w dwóch zakładach produkcyjnych i w działającym od 2000 roku Centrum Technicznym w Krakowie.
12 grudnia 2017 roku Delphi sfinalizowało wydzielenie segmentu Powertrain, w wyniku czego powstały dwie nowe spółki: Aptiv PLC oraz Delphi Technologies PLC. Przeważająca część pracowników spółki Aptiv jest zatrudniona fabrykach w Gdańsku i w Jeleśni oraz w Centrum Technicznym w Krakowie, gdzie większość pracowników to inżynierowie zajmujący się elektroniką, oprogramowaniem i aktywnym bezpieczeństwem (w tym technologiami autonomicznej jazdy), jak też architekturą elektryczno-elektroniczną.